# Lista de primeiros-ministros do Sudão
A seguir a lista de chefes de governo da República do Sudão a partir da criação do cargo em 1952.

## Lista dechefes de governodoSudão(1952–presente)
| Primeiro-ministro                          | Retrato                         | Mandato                                                                                              | Partido                         | Presidente                      |
| Sudão Anglo-Egípcio (1899-1956)            | Sudão Anglo-Egípcio (1899-1956) | Sudão Anglo-Egípcio (1899-1956)                                                                      | Sudão Anglo-Egípcio (1899-1956) | Sudão Anglo-Egípcio (1899-1956) |
| ------------------------------------------ | ------------------------------- | --- | ------------------------------- | ------------------------------- |
| Abd al-Rahman al-Mahdi                     |                                 | 22 de outubro de 1952 a 6 de janeiro de 1954                                                         | UMMA                            |                                 |
| Ismail al-Azhari                           |                                 | 6 de janeiro de 1954 a 1 de janeiro de 1956                                                          | NUP                             |                                 |
| República do Sudão (1956–1969)             |                                 | |                                 |                                 |
| Ismail al-Azhari                           |                                 | 1 de janeiro de 1956 a 5 de julho de 1956                                                            | NUP                             | Conselho de Soberania           |
| Abdallah Khalil                            |                                 | 5 de julho de 1956 a 17 de novembro de 1958                                                          | UMMA                            | Conselho de Soberania           |
| Ibrahim Abboud                             |                                 | 17 de novembro de 1958 a 30 de outubro de 1964                                                       | Militar                         | Ibrahim Abboud                  |
| Sirr Al-Khatim Al-Khalifa                  |                                 | 30 de outubro de 1964 a 2 de junho de 1965                                                           | UNF                             | Ibrahim Abboud                  |
| Sirr Al-Khatim Al-Khalifa                  | Sirr Al-Khatim Al-Khalifa       | 30 de outubro de 1964 a 2 de junho de 1965                                                           | UNF                             |                                 |
| Sirr Al-Khatim Al-Khalifa                  | 1.º Comité de Soberania         | 30 de outubro de 1964 a 2 de junho de 1965                                                           | UNF                             |                                 |
| Muhammad Ahmad Mahgoub                     |                                 | 2 de junho de 1965 a 25 de julho de 1966                                                             | UMMA                            |                                 |
| Muhammad Ahmad Mahgoub                     | 2.º Comité de Soberania         | 2 de junho de 1965 a 25 de julho de 1966                                                             | UMMA                            |                                 |
| Muhammad Ahmad Mahgoub                     | Ismail al-Azhari                | 2 de junho de 1965 a 25 de julho de 1966                                                             | UMMA                            |                                 |
| Sadiq al-Mahdi                             |                                 | 25 de julho de 1966 a 18 de maio de 1967                                                             | UMMA                            |                                 |
| Muhammad Ahmad Mahgoub                     |                                 | 18 de maio de 1967 a 25 de maio de 1969                                                              | UMMA                            |                                 |
| República Democrática do Sudão (1969-1985) |                                 | |                                 |                                 |
| Babiker Awadalla                           |                                 | 25 de maio de 1969 a 27 de outubro de 1969                                                           | Independente                    | Gaafar Nimeiry                  |
| Gaafar Nimeiry                             |                                 | 27 de outubro de 1969 a 11 de agosto de 1976                                                         | Militar                         | Gaafar Nimeiry                  |
| Gaafar Nimeiry                             | SSU                             | 27 de outubro de 1969 a 11 de agosto de 1976                                                         |                                 | Gaafar Nimeiry                  |
| Rashid Bakr                                |                                 | 11 de agosto de 1976 a 10 de setembro de 1977                                                        | SSU                             | Gaafar Nimeiry                  |
| Gaafar Nimeiry                             |                                 | 10 de setembro de 1977 a 6 de abril de 1985                                                          | SSU                             | Gaafar Nimeiry                  |
| Al-Jazuli Daf'allah                        |                                 | 6 de abril de 1985 a 15 de dezembro de 1985                                                          | Independente                    | Abdel Rahman Swar al-Dahab      |
| Repéblica do Sudão (1985-Presente)         |                                 | |                                 |                                 |
| Al-Jazuli Daf'allah                        |                                 | 15 de dezembro de 1985 a 6 de maio de 1986                                                           | Independente                    | Abdel Rahman Swar al-Dahab      |
| Sadiq al-Mahdi                             |                                 | 6 de maio de 1986 a 30 de junho de 1989                                                              | UMMA                            | Ahmed al-Mirghani               |
| Cargo Abolido                              |                                 | |                                 |                                 |
| Cargo Recriado                             |                                 | |                                 |                                 |
| Bakri Hassan Saleh                         |                                 | 2 de março de 2017 a 9 de setembro de 2018                                                           | NC                              | Omar al-Bashir                  |
| Motazz Moussa                              |                                 | 9 de setembro de 2018 a 23 de fevereiro de 2019                                                      | NC                              | Omar al-Bashir                  |
| Mohamed Tahir Ayala                        |                                 | 23 de fevereiro de 2019 a 11 de abril de 2019                                                        | NC                              | Omar al-Bashir                  |
| Vago                                       |                                 | |                                 |                                 |
| Abdalla Hamdok                             |                                 | 21 de agosto de 2019 a 25 de outubro de 2021 (deposto) 21 de novembro de 2021 – 2 de janeiro de 2022 | NC                              | Conselho de Soberania           |
| Osman Hussein (interino)                   |                                 | 19 de janeiro de 2022 – 30 de abril de 2025                                                          | Independente                    | Conselho de Soberania           |
| Dafallah Al-Haj Ali (interino)             |                                 | 30 de abril de 2025 – 19 de maio de 2025                                                             | Independente                    | Conselho de Soberania           |
| Kamil Idris                                |                                 | 19 de maio de 2025 – presente                                                                        | Independente                    | Conselho de Soberania           |

### Afiliações
- UNF - Frente Unida Nacional
- NUP - Partido Democrático Unionista (renomeado para Partido Democrático Unionista)
- DUP - Partido Democrático Unionista
- SSU - União Socialista Sudanesa
- UMMA - Partido Nacional Umma
- NC - Congresso Nacional
- Militar
- Independente - Não partidário